# Rosa Siré i Cabré
Rosa Siré i Cabré (Lleida, 1944-2014) fou una artista catalana. Filla del periodista Josep Siré Pérez. Tingué dos fills, Emili i Eva, amb l'empresari hostaler Emilio Miralles.

## Trajectòria
Educada sota la doctrina nacionalcatòlica, aviat descobrí que l'art pot ser una vàlvula de fugida per a desenvolupar un sentit crític de la realitat que la va acompanyar sempre. Va estudiar a l'Escola de Belles Arts de Lleida i va rebre classes de dibuix de l'escultor Leandre Cristòfol i del pintor Albert Coma Estadella. Quan el seu matrimoni es trenca, el 1968 aconsegueix marxar uns mesos a París, on ha de buscar-se la vida i s'amara de chanson i de lectures existencialistes.
Va ser una de les figures cabdals de la transició estètica a la Lleida dels anys 1970 i una de les seves figures més rellevants. Fundadora i directiva del grup de la Plaça de l'Ereta, va exposar per primer cop al Museu d'Art Abstracte de Conca i, posteriorment, a la Petite Galerie de l'Alliance Française i a la Sala Cop d'Ull, ambdós espais promotors de l'art post-abstracte i punt de connexió amb els moviments artístics d'avantguarda dels voltants de la dècada del 1980.
El seu treball descriu la progressiva i acurada edificació d'una trajectòria singular i coherent, a cavall entre l'ordre constructiu i la riquesa cromàtica, en què recerca, procés, intuïció i sentiment viatgen plegats per definir un llenguatge artístic molt personal. En els darrers anys, va dedicar una especial atenció al món del gravat, on ha esdevingut, un punt de referència per tota una nova generació de gravadors a través de la seva difusió en el terreny de la docència. Més tard visqué un procés de simplificació en què la taca i l'estructuració sentimental de l'espai adquirien tot el protagonisme.
Firmava les seves obres sol amb el cognom per a «evitar prejudicis». És una pintora lliure que practica l'art més difícil, i que l'utilitzava com a forma d'expressió, de protesta i de dir el què li agrada i el que no li agrada. En les seves últimes obres, va utilitzar materials industrials de rebuig com el metacrilat de la seva última i gran exposició a Lleida, l'any 2011 a l'Institut d'Estudis Ilerdencs.
A banda de Lleida, Rosa Siré va exposar en ciutats com ara Conca, Barcelona, Tarragona, Madrid, Sevilla, Sant Sebastià, Eivissa o Andorra la Vella. Va morir per una malaltia que no s'ha donat a conèixer.

## Premis i reconeixements
El seu treball ha estat guardonat, entre d'altres, amb la X Medalla Maria Vilaltella del Cercle de Belles Arts l'any 1970, la Menció d'Honor al XXLV Saló d'Art Internacional de Besiers el 1980, la Menció d'Honor al Saló Internacional d'Ais de Provença l'any 1981, el Primer Premi d'Indústries Gràfiques en serigrafia, amb motiu de la seva participació en l'edició Noviluni de Barcelona l'any 1990 i, finalment, el Premi d'Arts Plàstiques Medalla Morera en la seva darrera edició, l'any 2000. El Museu d'Art Jaume Morera de Lleida conté una mostra representativa de la seva obra.
L'editorial Pagès Editors li dedicà el calendari de l'any 2020, que inclou obres de vora 40 anys de trajectòria artística, en homenatge a la dona que «trenca motllos a partir d'un any important per a tota una generació, el 1968, i després de la seua estada a París».